# 黒岩村 (岐阜県)
黒岩村（くろいわむら）は、かつて岐阜県加茂郡にあった村である。
現在の加茂郡坂祝町黒岩などに該当する。

## 歴史
- 1889年（明治22年）7月1日 - 町村制により、黒岩村が発足。
- 1897年（明治30年）4月1日 - 深田村、勝山村、深萱村、酒倉村、大針村、取組村と合併し、坂祝村が発足。同日黒岩村は廃止。